# Mathias Nielsen
Mathias Aaris Kragh Nielsen  (født 2. marts 1991) er en dansk tidligere fodboldspiller, der bl.a. spillede for AC Horsens.

## Klubkarriere
Han startede med at spille fodbold som fireårig i Herfølge Boldklub. Senere blev det til en treårig kontrakt med HB Køge. Herefter søgte han nye udfordinger og skrev en etårig kontrakt med FC Nordsjælland i 2010, som han i 2011 forlængede frem til sommeren 2013.
I foråret 2012 var han udlejet til Viborg FF i 1. division, hvor det i alt blev til ni kampe. Efter lejeopholdet i Viborg blev Nielsen og FC Nordsjælland enige om at ophæve kontrakten ét år før tid, da der ikke var udsigt til fast spilletid for de regerende danske mestre. I midten af juli 2012 underskrev Nielsen en etårig kontrakt med 2. divisionsklubben Næstved Boldklub.
Den 18. juli 2014 blev det offentliggjort, at Nielsen skiftede til 1. divisionsklubben AC Horsens, der købte ham fri af kontrakten med Næstved Boldklub.

## Landsholdskarriere
Mathias Hansen har været udtaget til U/20-landsholdets tur til Milk Cup 2010, hvor han fik debut mod USA og scorede til 1-0.